# Liste der denkmalgeschützten Objekte in Schwarzau am Steinfeld
Die Liste der denkmalgeschützten Objekte in Schwarzau am Steinfeld enthält die 4 denkmalgeschützten, unbeweglichen Objekte der Gemeinde Schwarzau am Steinfeld im niederösterreichischen Bezirk Neunkirchen.

## Denkmäler
| Foto |                 | Denkmal | Standort                                                              | Beschreibung | Metadaten |
| ---- | --------------- | --- | --------------------------------------------------------------------- | --- | --- |
| ja   | Datei hochladen | Kath. Pfarrkirche hl. Johannes der Täufer, Wallfahrtskirche Maria vom Guten Rat HERIS-ID: 50539 Objekt-ID: 55621 | neben Kirchenplatz 1 Standort KG: Schwarzau am Steinfeld              | Die Saalkirche wurde 1865 über dem Vorgängerbau errichtet. Im Kern ist der Bau spätromanisch. | BDA-Hist.: Q38040753 Status: § 2a Stand der BDA-Liste: 2025-06-30 Name: Kath. Pfarrkirche hl. Johannes d. T., Wallfahrtskirche Maria vom Guten Rat GstNr.: .42 Pfarrkirche Schwarzau am Steinfeld |
| ja   | Datei hochladen | Pfarrhof HERIS-ID: 50538 Objekt-ID: 55620                                                                        | Kirchenplatz 3 Standort KG: Schwarzau am Steinfeld                    | Der zweigeschoßige Bau hat einen annähernd kreuzförmigen Grundriss und stammt aus dem 16. Jahrhundert oder älter. Nach Überlieferung soll er sich auf dem Standort eines vorherigen römischen Gebäudes befinden. Umbauten erfolgten im 19. und 20. Jahrhundert. | BDA-Hist.: Q38040741 Status: § 2a Stand der BDA-Liste: 2025-06-30 Name: Pfarrhof GstNr.: .44 |
| ja   | Datei hochladen | Schloss Schwarzau, Justizanstalt HERIS-ID: 35010 Objekt-ID: 33592                                                | Wechselbundesstraße 23 Standort KG: Schwarzau am Steinfeld            | Das ehemalige Barockschloss wurde 1720/1730 unter Graf Wurmbrand vermutlich von Baumeister Christian Alexander Oedtl erbaut, seit 1957 ist darin die Justizanstalt Schwarzau untergebracht.                                                                     | BDA-Hist.: Q111528612 Status: Bescheid Stand der BDA-Liste: 2025-06-30 Name: Schloss Schwarzau, Justizanstalt GstNr.: 747/13 Schloss Schwarzau                                                    |
| ja   | Datei hochladen | Bildstock HERIS-ID: 80213 Objekt-ID: 93930                                                                       | gegenüber Wechselbundesstraße 258 Standort KG: Schwarzau am Steinfeld | Der Tabernakelbildstock an der Abzweigung der L 4110 trägt einen Aufsatz vom Ende des 17./Anfang des 18. Jahrhunderts, der Schaft wurde erneuert. | BDA-Hist.: Q38172948 Status: § 2a Stand der BDA-Liste: 2025-06-30 Name: Bildstock GstNr.: 1260/1                                                                                                  |